# Henstedt-Ulzburg
Henstedt-Ulzburg är en kommun och ort i Kreis Segeberg i förbundslandet Schleswig-Holstein i Tyskland.